# Габриел Бадиля
Габриел Бадиля Сегура (на испански: Gabriel Badilla Segura е костарикански футболист, защитник.

## Клубна кариера
Възпитаник на „Депортиво Саприса“. От 2000 година е член на мъжкия отбор. През 2008 – 2009 години играе в MLS за „Ню Ингланд Ревълюшън“. През 2010 година се връща в „Депортиво Саприса“.

## Международна кариера
За Коста Рика Габриел Бадиля дебютира през 2005 година. В 2006 година влиза в 22-те за световното първенство в Германия. Защитникът записва един мач против Полша, в който получава жълт картон.
Единственият си гол за националния отбор Бадиля бележи през 2007 година в приятелски мач против Чили.

## Успехи
- Шампионат на Коста Рика по футбол Шампион (5): 2003/04, 2005/06, 2006/07, 2007/08 Апертура, 2007/08 Клаусура
- Световно клубно първенство Бронзов медал (1): 2005
- Шампионска лига КОНКАКАФ Шампион (1): 2005
- Клубна купа UNCAF Шампион (1): (1): 2003

## Смърт
На 20 ноември 2016 година, Габриел Бадиля получава внезапен инфаркт по време на участие в 10 километровата дистанция в рамките на маратона Lindora Run в околностите на столицата. Футболистът припада на около 200 метра преди финала. Линейката закъснява с повече от 20 минути, което, въпреки опита за оказване на първа медицинска помощ, има фатални последствия за него.